# Conca estructural

Mapa de la Conca de Londres (London Basin) en el seu context geològic.

Una conca estructural és una formació a gran escala d'estrats de roques formats pel vinclament tectònic dels estrats que abans eren plans. Les conques estructurals són depressions geològiques, i són l'invers dels doms. Algunes conques estructurals allargades també es coneixen sota el nom de sinclinals. Les conques estructurals també poden ser conques sedimentàries, les quals són agregacions de sediments que omplen una depressió o acumulades en una superfície. De tota manera moltes conques estructurals estan formades per esdeveniment tectònics molt després que s'hagin dipositat les capes sedimentàries.
Les conques apareixen als mapes geològics com a grans trets circulars o el·líptiques amb capes concèntriques. Els estrats exposats de les conques són progressivament més joves de fora cap endins, amb les roques més joves al centre. Les conques són sovint de gran superfície amb llargada de centenars de quilòmetres.
Les conques estructurals són importants fonts de carbó, petroli, i aigua subterrània.

## Exemples de conques estructurals

### Austràlia
- Conca Amadeus
- Coonca Bowen
- Conca Cooper

### Europa
- Conca de Hampshire, Regne Unit
- Conca de Londres, Regne Unit
- Conca de París, França
- Conca Permiana, Polònia, nord d'Alemanya, Dinamarca, Països Baixos, la Mar del Nord i Escòcia

### Estats Units
- Conca dels Apalatxes, est dels Estats Units
- Conca Big Horn, Wyoming
- Conca Black Warrior, Alabama i Mississipi
- Conca Delaware, Texas i Nou Mèxic
- Conca Denver, Colorado
- Conca Illinois, Illinois
- Conca Los Angeles, Califòrnia
- Conca Michigan, Michigan
- Conca North Park (Colorado) Colorado
- Conca Paradox, Utah i Colorado
- Conca Permiana (Amèrica del Nord), Texas i Nou Mèxic
- Conca Piceance, Colorado
- Conca Powder River, Wyoming i Montana
- Conca Raton, Colorado i Nou Mèxic
- Conca Sacramento, Califòrnia
- Conca San Juan, Nou Mèxic i Colorado
- Conca Uinta, Utah
- Conca Williston, Montana i Dakota del Nord
- Conca Wind River, Wyoming

### Amèrica del Sud
- Conca del Chaco, Argentina, Bolivia i Paraguai
- Conca Magallanes, Xile
- Conca Neuquén, Argentina i Xile
- Conca Paraná, Argentina, Brasil, Paraguai i Uruguai